# Furuyama Komao
Furuyama Komao (japanisch 古山 高麗雄; * 6. August 1920 Sinŭiju in der Provinz P’yŏngan-pukto (Nordkorea); † 11. März 2002 Sagamihara, Präfektur Kanagawa) war ein japanischer Schriftsteller und Essayist.

## Leben und Wirken
Furuyama Komao wurde 1920 im damals zu Japan gehörenden Korea geboren. Er besuchte in Japan die 2. Oberschule alter Art in Sendai, schied aber unter Protest gegen die promilitärische Aura aus. Im Zweiten Weltkrieg diente er in Indochina und kam 1946 in ein französisches Kriegsgefangenenlager in Saigon. 1947 kehrte er nach Japan zurück und schrieb dort für verschiedene Zeitungen.
Erst 1969 debütierte er als Schriftsteller mit dem erfolgreichen Roman Pureō 8 no yoake (プレオー8の夜明け) – etwa „Morgendämmerung im Préau huit [Lagerbaracke 8]“, in dem er seine Erlebnisse als Kriegsgefangener darstellte. Für das Werk wurde er 1970 mit dem Akutagawa-Preis ausgezeichnet. Für Semi no tsuioku (セミの追憶) – „Erinnerung an die Zikaden“ erhielt er 1994 den Kawabata-Yasunari-Literaturpreis. 
2000 wurde ihm für die drei Werke mit Kriegserlebnissen „Shinsakusen“ (断作戦) – „Entschiedenen Strategie“, „Ryūryō kaisen“ (龍陵会戦) – „Schlacht um Longling“ und (フーコン戦) – „Krieg im Hukawng-Tal“ der Kikuchi-Kan-Preis verliehen.